# 玉真之介
玉 真之介（たま しんのすけ、1953年- ）は、日本の農業経済学者。帝京大学教授。元日本農業経済学会副会長。
岐阜県高山市生まれ。1977年北海道大学農学部農業経済学科卒、1985年同大学院農学研究科博士課程修了、「両大戦間期における商業的農業の実存形態 系統農会による農産物販売斡旋事業の研究」で農学博士。1986年岡山大学教養部助教授、1990年弘前大学農学部助教授、1997年同農学生命学部助教授、1998年岩手大学農学研究科教授、2005年理事・副学長、2011年10月徳島大学ソシオ・アーツ・アンド・サイエンス研究部教授。2019年退職。2017年日本農業経済学会副会長。2019年退職。2020~現在帝京大学経済学部特任教授。

## 著書
- 『農家と農地の経済学 産業化ビジョンを超えて』農山漁村文化協会 1994
- 『日本小農論の系譜 経済原論の適用を拒否した五人の先達』農山漁村文化協会 1995
- 『主産地形成と農業団体 戦間期日本農業と系統農会』農山漁村文化協会 1996
- 『グローバリゼーションと日本農業の基層構造』筑波書房 2006
- 『近現代日本の米穀市場と食糧政策 食糧管理制度の歴史的性格』筑波書房 2013
- 『総力戦体制下の満洲農業移民』吉川弘文館、2016

### 共編著
- Japanese Agriculture from a Historical Perspective　ビクター・L.カーペンター共著 筑波書房、2007
- 『食料・農業市場研究の到達点と展望』美土路知之,泉谷眞実共編著 筑波書房 日本農業市場学会研究叢書 2013

### 翻訳
- ルース・ガッソン,アンドリュー・エリングトン『ファーム・ファミリー・ビジネス 家族農業の過去・現在・未来』ビクター・L.カーペンター,神田健策共監訳 家族農業研究会抄訳 筑波書房 2000

## 論文
- <玉真之介